# 平原之魂

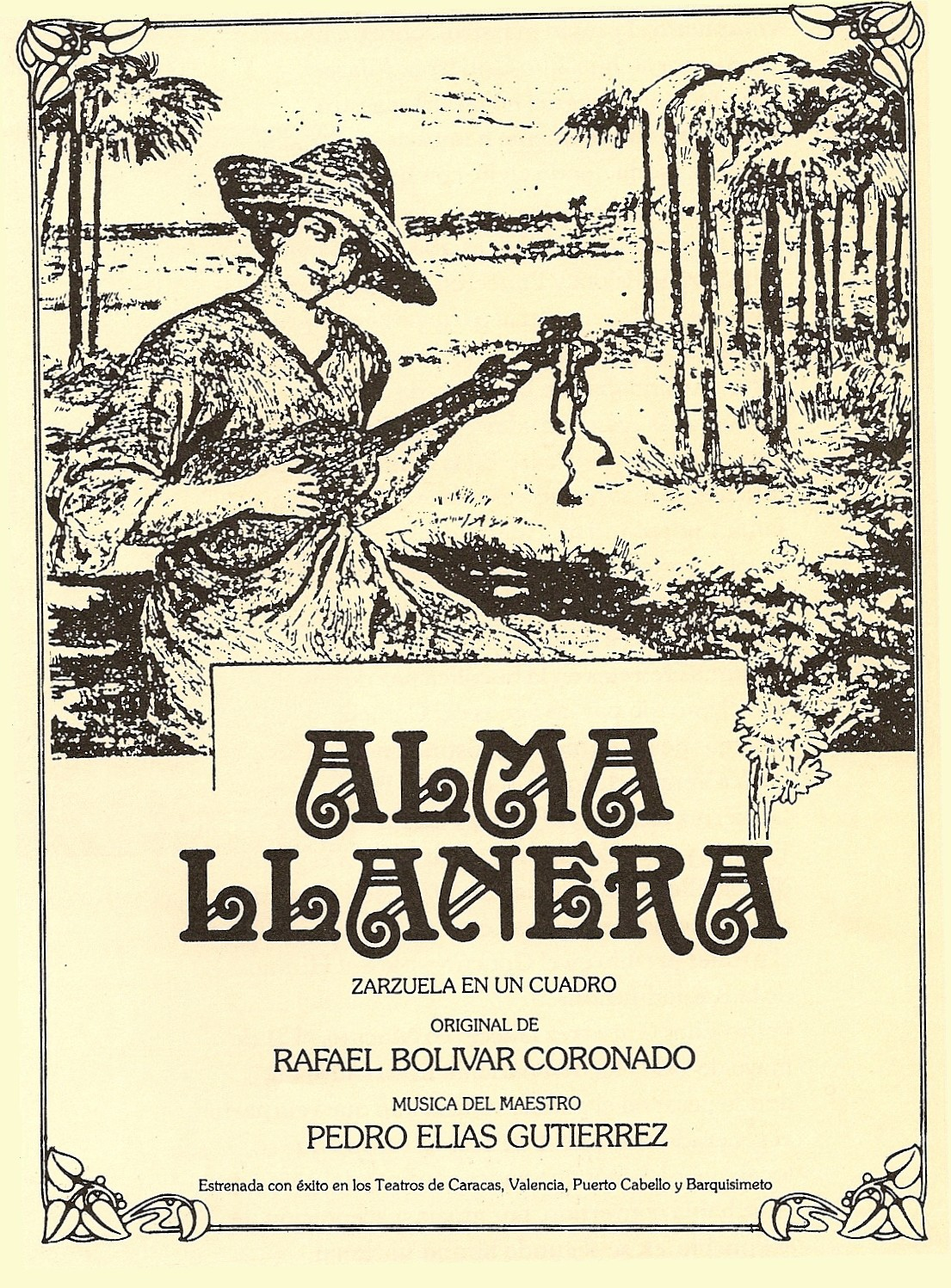
第一版封面

《平原之魂》（西班牙語：Alma Llanera）是一首委內瑞拉的霍羅波歌曲，由Pedro Elías Gutiérrez作曲，Rafael Bolívar Coronado作詞。該曲最初是1914年9月19日，作為歌劇的一部分在加拉加斯劇院首演。
《平原之魂》一曲現今在委內瑞拉有很高的地位，被視為非官方第二國歌，並被宣佈為委內瑞拉文化遺產 。